# Eosphargis
Eosphargis Lydekker, 1889 è un genere estinto di tartarughe marine, vissute nell'Eocene inferiore (Ypresiano, tra 55,8 e 50,3 milioni di anni fa), i cui resti fossili sono stati ritrovati in Europa e in Nordamerica.

## Descrizione
Questo animale era molto simile all'attuale sfargide, o tartaruga liuto (Dermochelys coriacea), ma era di dimensioni lievemente minori. Il carapace era lungo da un metro a un metro e mezzo, ed era molto largo e piatto. Rispetto ai rappresentanti della famiglia dei cheloniidi (ad esempio Caretta caretta) il carapace era molto ridotto, ed era rappresentato da una singola fila mediana di larghi scudi carenati, e da una serie di piccoli scudi marginali su ogni lato. Il cranio era largo e piatto, e in alcune forme (Eosphargis gigas, dell'Eocene dell'Europa occidentale) era lungo fino a 33 centimetri. Il palato era molto simile a quello dell'attuale sfargide.

## Tassonomia
Eosphargis venne descritto per la prima volta da Richard Owen nel 1880, sulla base di fossili ritrovati nella London Clay in strati dell'Eocene inferiore. L'eminente studioso ritenne che questi fossili appartenessero al genere Chelone (= Chelonia), in una nuova specie che venne descritta come Chelone gigas. Nel 1889 Richard Lydekker ritenne opportuno riclassificare questi fossili in un genere a sé stante, Eosphargis, che ritenne vicino alla sfargide attuale. Altri fossili sono stati ritrovati in terreni pressoché coevi del Belgio e in terreni un poco più antichi in Maryland e in Virginia (USA).  Tra le specie più note si ricordano Eosphargis breineri e la già citata E. gigas.
Eosphargis è considerato un rappresentante primitivo dei dermochelidi, la famiglia a cui appartiene l'attuale sfargide. Questa forma dell'Eocene è ritenuta più evoluta rispetto ad altri dermochelidi basali come Corsochelys, ma meno derivata rispetto a Psephophorus e, naturalmente, Dermochelys coriacea.
Fossili attribuiti a un presunto cetaceo eocenico dell'Inghilterra (noto come Anglocetus beatsoni), appartenevano in realtà a un esemplare di Eosphargis (Halstead, 1984).